# 高橋伸夫 (経営学者)
高橋 伸夫（たかはし のぶお、1957年7月16日 - ）は、日本の経営学者。東京大学名誉教授。元組織学会会長。北海道小樽市出身。

## 経歴
- 1957年 北海道小樽市生まれ[2]

### 学歴
- 1976年 北海道小樽潮陵高等学校卒業
- 1980年 小樽商科大学商学部管理科学科卒業[3]
- 1982年 学術修士（筑波大学）[3]
- 1984年 筑波大学大学院社会工学研究科経営工学専攻博士課程退学[3]
- 1987年 学術博士（筑波大学）[3]

### 職歴
- 1984年 東京大学教養学部助手（統計学）[3][2]
- 1987年 東北大学経済学部助教授（経営学総論）[3][2]
- 1991年 東京大学教養学部助教授（統計学・経営政策科）[3][2]
- 1994年 東京大学経済学部助教授（経営学・経営組織論）[2]
- 1996年 東京大学大学院経済学研究科助教授（経営学・経営組織論）[3][2]
- 1998年 東京大学大学院経済学研究科教授[3][2]
- 2021年 組織学会会長[4]
- 2023年 東京理科大学経営学部経営学科教授[2][3]、東京大学名誉教授[2]

## 受賞歴
- 1989年 第5回（昭和64年度）組織学会賞「高宮賞」（著書『Design of Adaptive Organizations』）[3][2]
- 1994年 第25回（平成5年度）経営科学文献賞（著書『ぬるま湯的経営の研究』）[3][2]
- 2001年 第26回（平成13年度）交通図書賞（第一部）（著書『鉄道経営と資金調達』）[3][2]

## 著書
- 『組織活性化の測定と実際 職場のぬるま湯感がわかる』日本生産性本部 1989
- 『経営統計入門 SASによる組織分析』東京大学出版会 1992
- 『組織の中の決定理論』朝倉書店 シリーズ<現代人の数理> 1993
- 『ぬるま湯的経営の研究 人と組織の変化性向』東洋経済新報社 1993
- 『経営の再生 戦略の時代・組織の時代』有斐閣 1995
- 『できる社員は「やり過ごす」 尻ぬぐい・やり過ごしの凄い働きを発見した』ネスコ 1996　のち日経ビジネス人文庫
- 『日本企業の意思決定原理』東京大学出版会 1997
- 『鉄道経営と資金調達 経営破綻を未然に防ぐ視点』有斐閣 2000
- 『虚妄の成果主義 日本型年功制復活のススメ』日経BP社 2004　のちちくま文庫
- 『〈育てる経営〉の戦略 ポスト成果主義への道』講談社選書メチエ 2005
- 『コア・テキスト経営学入門』新世社 ライブラリ経営学コア・テキスト 2007
- 『組織力 宿す、紡ぐ、磨く、繋ぐ』ちくま新書 2010
- 『ダメになる会社 企業はなぜ転落するのか?』ちくま新書 2010
- 『殻 脱じり貧の経営』ミネルヴァ書房 2013
- 『コア・テキスト経営統計学』新世社 ライブラリ経営学コア・テキスト 2015
- 『経営学で考える』有斐閣　2015
- 『経営の再生 戦略の時代・組織の時代　第4版』有斐閣　2016
- 『大学4年間の経営学が10時間でざっと学べる』KADOKAWA 2016
- 『図解 大学4年間の経営学が10時間でざっと学べる』KADOKAWA 2017

### 共編著
- 『変化の経営学 活性化・情報化・民営化・国際化 テキスト&リーディングス』高柳暁共編著 白桃書房 1994
- 『未来傾斜原理 協調的な経営行動の進化』編著 白桃書房 1996
- 『組織文化の経営学』編著 中央経済社 1997
- 『経営管理』塩次喜代明,小林敏男共著 有斐閣アルマ 1999
- 『生存と多様性 エコロジカル・アプローチ』編著 白桃書房 1999
- 『超企業・組織論 企業を超える組織のダイナミズム』編 有斐閣 2000
- 『組織と意思決定』桑嶋健一共著 朝倉書店 シリーズ意思決定の科学 2001
- 『170のkeywordによるものづくり経営講義』編 東京大学ものづくり経営研究センター著 日経BP社 2005
- 『リサーチ・マインド経営学研究法』藤本隆宏,新宅純二郎,阿部誠,粕谷誠共著 有斐閣アルマ 2005
- 『ライセンシング戦略 日本企業の知財ビジネス』中野剛治共編著 有斐閣 東京大学ものづくり経営研究シリーズ 2007
- 『よくわかる経営管理』編著 ミネルヴァ書房 やわらかアカデミズム・〈わかる〉シリーズ 2011

### 翻訳
- ジェームズ・G・マーチ, ハーバート・A・サイモン『オーガニゼーションズ 現代組織論の原典 第2版』ダイヤモンド社 2014

## 注
1. ↑  『駒場1991』
2. 1 2 3 4 5 6 7 8 9 10 11 12  高橋伸夫　BizSciNetBizSciNet
3. 1 2 3 4 5 6 7 8 9 10 11 12 13  タカハシ ノブオ 高橋 伸夫  教授 東京理科大学 経営学部 経営学科東京理科大学
4. ↑  歴代会長(敬称略)組織学会